# Canibalismo

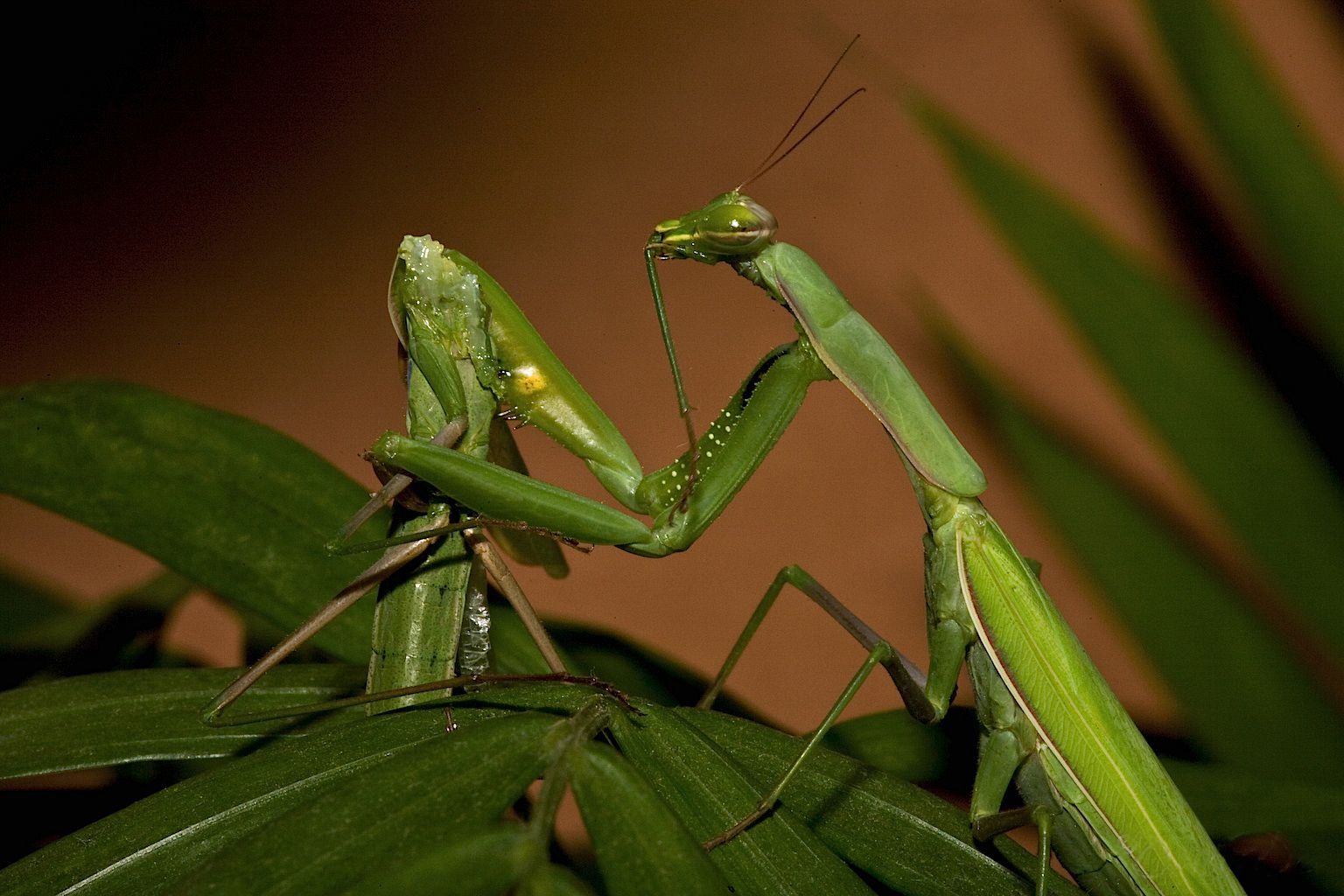
Louva-a-deus fêmea devorando, após o acasalamento, um indivíduo macho da mesma espécie num exemplo de canibalismo sexual.

Canibalismo é um tipo de relação ecológica em que certas espécies de animais se alimentam de indivíduos da mesma espécie. Segundo alguns investigadores, essa prática teria resultado da evolução das espécies, com o objetivo de eliminar os indivíduos menos aptos, por exemplo, provenientes de uma ninhada em que alguns filhotes saem dos ovos defeituosos ou imaturos (ver seleção natural). Muitas espécies reconhecem os animais imaturos e ovos, apenas como comida. Algumas espécies de besouros, aranhas e caracóis produzem ovos apenas para consumo, chamado de ovos tróficos. Um exemplo é a espécie de aranha Amaurobius ferox, que, um dia após o nascimento dos filhotes, as fêmeas colocam uma ninhada de ovos tróficos para a alimentação desse filhotes. No caso do tubarão-cinza, existe o chamado canibalismo adelfofagia, que é o canibalismo entre irmãos durante a fase embrionaria, o mais desenvolvido consome o outro; com o sapo-castanho, as larvas que consome os companheiros de ninhada a anfíbios sem pernas, já os leões quando se tornam reis da matilha comem os filhotes de outros machos. Essa pratica é um exemplo de heterocanibalismo.
Exemplos frequentes são o consumo dos machos de alguns insetos, a exemplo de integrantes da ordem mantodea e aracnídeos pelas fêmeas, depois da cópula. Alguns estudiosos acreditam que esta prática aumenta as probabilidades da fêmea ter uma prole forte, por ter ingerido as proteínas do macho, apesar destas espécies se alimentarem habitualmente de outros animais.
O termo terá origem no idioma arawan, por via do espanhol Caribal de “Caribe”, língua falada por uma tribo indígena da América do Sul ou povos caraíbas antilhanos, de que os viajantes europeus reportaram costumes antropofágicos, e poss. com infl. de can ‘cão1’; fr. Canniba. Um caso noticiado pelos mídia no Brasil foi refutado por um "pajé" arawan, que afirmou não conhecer a tradição de canibalismo na sua tribo, ou em tribos do grupo arawan; no entanto, afirmou ter ouvido de seu pai que existiram "povos antigos" que comiam os corpos dos inimigos mortos em batalha. Um antropólogo que estudou as tradições destes povos reiterou não existir o canibalismo nas suas tradições. Um exemplo de canibalismo em tradições é o endocanibalismo da tribo Wrai´ (Pakaa Nova Rondônia, Brasil), que tem objetivo de desmanchar vínculos emocionais que os familiares do falecido tinha pelo morto, como lembranças de feito, associando assim com aquele cadaval, o fato de fazer um ritual onde o corpo apodrecido do morto é deformado e suas partes como o coração e fígado são preparados para a refeição dos parentes e não parentes, é como se o consumo dessa carne podre mostrasse que aquele pessoa não estava mais ali que é apenas um corpo, uma carne igual aquelas de caça que eles comiam diariamente, essa é uma forma que eles acharam de lidar com a morte. Nas escrituras sobre o oriente, o canibalismo em alguns povos estava registrado nas tradições greco-romana durante toda a Idade Média. O canibalismo pela base psicológica seria visto como da humanidade e humanização, não apenas como o ato de ingerir carne humana mas sim um ato do psique que está ligado ao desejo, a dor e o prazer, da sua natureza e cultura.
No caso do canibalismo entre seres humanos, a prática é denominada antropofagia. No entanto, alguns casos recentes que podem considerar-se criminosos (ou relacionados a transtorno mental grave), são noticiados amplamente, tanto na mídia como na internet, como casos de canibalismo. Para além dos casos macabros, ligados a antigos rituais religiosos, ou a casos recentes, existe ainda um caso amplamente noticiado sobre os sobreviventes de um desastre de avião (voo Força Aérea Uruguaia 571) que supostamente teriam cometido canibalismo por uma questão de sobrevivência.
Em uma caverna no Reino Unido foram descobertas marcas em ziguezague que foram feitos com ossos humanos, supostamente depois de ter comido sua carne, esses ossos estavam desarticulados, cortado em filetes e mastigados, acredita-se que essa pratica era uma espécie de ritual simbólico, essas marcas é uma prova que esse povo viveu ali há 15 mil anos. Além desses homens pré-históricos, acredita-se que os tiranossauros brigavam entre si e praticavam o canibalismo, em analise a um crânio de um daspletossauro (que significa lagarto amedrontador), o crânio dele tinha cicatrizes ósseas que se deram de batalhas ao longo de sua vida, algumas marcas registradas depois da sua morte são compatíveis com marcas que outro tiranossauro poderia ter feito.
O consumo de carne da própria espécie causa uma série de desvantagens, como a diminuição ou até mesmo a extinção dos genes da população, no caso do consumo dos seus parentes, ou até mesmo uma grande facilidade em adquirir doenças ligadas a parasitas ou agentes patogênicos da própria espécie, como no caso do povo de Fore, na Nova Guiné, que quase foram levados a extinção por uma doença chamada Kuru (doença de Creutzfeldt-Jakob) uma condição degenerativa onde parasitas do tipo prion se encontram nos tecidos dos indivíduos infectados e ao se comer a carne dessas pessoas ele é transmitido para o consumidor.
A doença da vaca louca também é um famoso caso de problemas decorrente do canibalismo, apesar de o ser de maneira indireta. Eram preparadas rações industriais aos bovídeos que, entre os ingredientes que a compõe, havia farelo de osso e carne bovina para aumentar os níveis nutricionais e reduzir os custos. Como medida para resolver o problema, o governo britânico proibiu o uso de rações baseadas em tecidos de ruminantes,  este problema gerou grandes prejuízos a pecuária bovina daquele país.

## Patologia veterinária
Entre aves, canídeos e felinos, especialmente se criados em cativeiro, patologias maternas de natureza hormonal e inibição da percepção materna ou da produção de estímulos tácteis e olfatórios vindos dos filhotes podem levar a este comportamento. Quando os recursos são limitados, as fêmeas podem reduzir o tamanho da ninhada através do canibalismo; no entanto, em condições “normais”, este fenômeno de canibalismo materno, comum em laboratórios, ainda não é compreendido.
Ainda sobre a patologia de reconhecimento mútuo ao nível da "família" Chauvin assinala que é certo que, ao fim de alguns dias, os pais reconhecem sua própria cria e trucidam os filhotes estranhos que em sua ninhada se queiram introduzir.
Outro fator que influencia no canibalismo entre aves é a super concentração em cativeiros, com o aumento da temperatura nesses locais as aves começam a comer as pernas umas das outras, causando ferimentos e consequentemente levando ao óbito dessas aves.